# 黃渼茜
黃渼茜（英語：Huang Mei-Chien，1998年6月13日—）是台灣游泳運動員，現就讀於國立台灣師範大學體育與運動科學系博士班。目前為台灣游泳女子五十公尺自由式及五十公尺蝶式雙項全國紀錄保持人。　

## 生平
黃渼茜小學二年級開始接觸游泳，小學五年級加入游泳隊，之後開始專心練游泳，並在國中加入南門國中體育班並且兼顧學業，在高中時就讀北一女，高一以二十七秒六五刷新女子五〇公尺蝶式的全國紀錄。 2018年的雅加達亞運首次游進大型國際賽決賽。
2019年，黃渼茜於拿坡里世大運闖入決賽並拿下50公尺蝶式第七名，成為國內首位晉級世大運游泳女子個人項目決賽的選手。同年年底，於2019 FINA Swimming World Cup 游泳世界盃巡迴賽杜哈站闖入決賽，與瑞典女將 Michelle Coleman 並列女子50公尺蝶式銅牌。
黃渼茜在2021年五月全大運與奧運Ｂ標擦身而過，但在國內女選手無人達標的情況下，以保障名額取得奧運參賽資格，入選2020年東京奧運中華台北代表團參加女子50公尺自由式項目。

### 姓名
黃渼茜名字原為「黃美茜」，因父親小時候帶她去算命，算命師說她命中缺水，於是補上水字旁改名為黃渼茜。

## 外部連結
- 黃渼茜在FINA（英语）
- 黃渼茜在Olympedia（英语）
- 黃渼茜的Instagram帳戶